# Primož Gliha
Primož Gliha (Liubliana, RFS de Yugoslavia, 8 de octubre de 1967) es un exjugador y entrenador de fútbol esloveno. Actualmente está sin club.

## Selección nacional
Primož Gliha jugó 28 veces y marcó 10 goles para la selección de fútbol de Eslovenia entre 1992 y 1998. El 3 de junio de 1992, Gliha debutó en un partido amistoso contra Estonia tras ser nombrado titular. El 8 de febrero de 1994, marcó su primer gol en su tercera aparición en la victoria por 1-0 en casa sobre Georgia. También, anotó un triplete el 2 de abril de 1997 en el empate 3-3 contra Croacia en la clasificación para la Copa Mundial de la FIFA 1998. Su último partido internacional fue el 14 de octubre de 1998 contra Letonia en Maribor.

## Carrera como entrenador
El 22 de febrero de 2021, la Federación de Fútbol de Kosovo nombró a Gliha como asistente del entrenador de la selección nacional de Kosovo. El 19 de octubre del mismo año, confirmó a través de una entrevista que sería el entrenador interino para los partidos de noviembre contra Jordania y Grecia, luego de que el anterior entrenador Bernard Challandes fuera despedido.
El 4 de julio de 2023, la Federación de Fútbol nombró a Gliha como su entrenador con un contrato de cinco meses para dirigir al equipo durante la clasificación para la Eurocopa 2024, luego de que el ex entrenador Alain Giresse fuera despedido en junio de 2023.En febrero de 2024, fue reemplazado en su cargo por Franco Foda.

## Clubes

### Como jugador
| Club                  | País       | Año         |
| --------------------- | ---------- | ----------- |
| NK Olimpija Ljubljana | Yugoslavia | 1986 - 1990 |
| Dinamo Zagreb         | Yugoslavia | 1991        |
| Yokohama Flügels      | Japón      | 1992        |
| NK Krka               | Eslovenia  | 1993        |
| NK Mura               | Eslovenia  | 1993 - 1994 |
| NK Ljubljana          | Eslovenia  | 1994 - 1995 |
| Chamois Niortais      | Francia    | 1995 - 1997 |
| NK Slavija Vevče      | Eslovenia  | 1997        |
| Hapoel Beit She'an    | Israel     | 1997 - 1998 |
| NK Olimpija Ljubljana | Eslovenia  | 1998        |
| Hapoel Tel Aviv       | Israel     | 1998 - 1999 |
| Bnei Sakhnin          | Israel     | 1999 - 2000 |
| SAK Klagenfurt        | Austria    | 2000 - 2001 |
| Zalaegerszegi TE      | Hungría    | 2001        |
| ND Gorica             | Eslovenia  | 2001 - 2002 |
| Zalaegerszegi TE      | Hungría    | 2002 - 2003 |
| NK Ljubljana          | Eslovenia  | 2003 - 2005 |

### Como entrenador
| Club                          | País      | Año         |
| ----------------------------- | --------- | ----------- |
| Olimpija Ljubljana            | Eslovenia | 2005 - 2007 |
| NK Drava Ptuj                 | Eslovenia | 2007 - 2008 |
| ND Gorica                     | Eslovenia | 2008 - 2009 |
| ND Mura 05                    | Eslovenia | 2009        |
| FC Koper                      | Eslovenia | 2010 - 2011 |
| Selección sub-19 de Eslovenia | Eslovenia | 2014        |
| Selección sub-21 de Eslovenia | Eslovenia | 2015 - 2020 |
| Selección de Kosovo           | Kosovo    | 2021 - 2022 |
| Selección de Kosovo           | Kosovo    | 2023 - 2024 |